# Eugenia Gilbert
Eugenia Gilbert est une actrice du cinéma muet américain née le 18 novembre 1902 à East Orange, New Jersey (États-Unis) et morte le 8 décembre 1978 à Santa Monica, Californie (États-Unis).

## Filmographie
- 1920 : Paul's Peril de Willard Keefe (court métrage)
- 1921 : A Certain Rich Man de Howard C. Hickman : Janet Barclay
- 1921 : Man of the Forest de Howard C. Hickman : Bessie Beasley
- 1922 : The Man from Downing Street d'Edward José : Sarissa
- 1922 : The Half Breed de Charles A. Taylor : Marianne
- 1922 : Wildcat Jordan d'Alfred Santell : Sylvia Grant
- 1923 : Souls in Bondage de William H. Clifford : Helen De Lacy
- 1923 : One Cylinder Love de Del Lord (court métrage)
- 1924 : Picking Peaches d'Erle C. Kenton (court métrage) : Bathing Beauty (non créditée)
- 1924 : Flickering Youth d'Erle C. Kenton (court métrage)
- 1924 : The Back Trail (en) de George Marshall et Clifford Smith : Ardis Andrews
- 1924 : His New Mamma de Roy Del Ruth (court métrage) : Bathing Girl (non créditée)
- 1924 : Sinners in Silk de Hobart Henley : Chérie (comme Eugenie Gilbert)
- 1924 : Jackie romancière (en) (Great Diamond Mystery) de Denison Clift : Diana
- 1924 : So This Is Marriage? de Hobart Henley : Dorothy Pringle (comme Eugenie Gilbert)
- 1924 :  Flames of Desire de Denison Clift : Mrs. Courtney Ruhl
- 1924 : Feet of Mud de Harry Edwards (court métrage)
- 1925 : The Sea Squawk de Harry Edwards (court métrage) : Flora Danube
- 1925 : The Plumber d'Edward F. Cline (court métrage)
- 1925 : The Wild Goose Chaser de Lloyd Bacon (court métrage)
- 1925 : The Beloved Bozo d'Edward F. Cline (court métrage)
- 1925 : Les Fiancées en folie (Seven Chances) de Buster Keaton : la jeune fille au chapeau qui rit à la proposition de Buster (non créditée)
- 1925 : The Scarlet Honeymoon : Stella Thorpe
- 1925 : A Broadway Butterfly : Riding Mistress (comme Eugenie Gilbert)
- 1925 : A Rainy Knight (court métrage)
- 1925 : The Soapsuds Lady (court métrage)
- 1925 : Isn't Love Cuckoo? (court métrage)
- 1925 : Hotsy-Totsy (court métrage)
- 1926 : Wide Open Faces (court métrage)
- 1926 : Hot Cakes for Two (court métrage)
- 1926 : Transcontinental Limited Mary Reynolds
- 1926 : Gooseland (court métrage)
- 1926 : Officer of the Day (court métrage)
- 1926 : Beyond the Rockies (comme Eugenie Gilbert)
- 1926 : The Test of Donald Norton : Lorraine (comme Eugenie Gilbert)
- 1926 : Spanking Breezes (court métrage)
- 1926 : Wild to Go Marjorie Felton (comme Eugenie Gilbert)
- 1926 : The Valley of Bravery : Helen Coburn
- 1926 : Smith's Baby (court métrage)
- 1926 : Laddie : Shelley Stanton
- 1926 : Hair Trigger Baxter : Rose Moss
- 1926 : The Man from the West : Iris Millard
- 1926 : Le Mariage de Laurel (Get 'Em Young) de Fred Guiol et Stan Laurel (court métrage) : la jeune fille
- 1926 : Obey the Law : la jeune fille (comme Eugenie Gilbert)
- 1926 : There Ain't No Santa Claus (court métrage)
- 1927 : The Long Loop on the Pecos : Rose Arnold
- 1927 : Many Scrappy Returns (court métrage)
- 1927 : The Man from Hard Pan : Elizabeth Warner
- 1927 : A One Mama Man (court métrage) : la jeune fille
- 1927 : Melting Millions
- 1927 : Don Desperado : Doris Jessup
- 1927 : The Crimson Flash
- 1927 : Perils of the Jungle : Phyllis Marley
- 1927 : The Swell-Head : Molly O'Rourke
- 1927 : Border Blackbirds : Marion Kingsley
- 1927 : By Whose Hand? : Peg Hewlett
- 1928 : The Boss of Rustler's Roost : Fay Everman
- 1928 : The Apache Raider : Dixie Stillwell
- 1928 : The Bronc Stomper de Leo D. Maloney : Daisy Hollister
- 1928 : Police Reporter
- 1928 : After the Storm de George B. Seitz : Joan Wells/Mary Brian
- 1928 : The Mysterious Airman : Shirley Joyce
- 1928 : The Danger Rider : Mollie Dare
- 1928 : The Phantom City : Sally Ann Drew
- 1929 : Movie Night (court métrage) : Mrs. Chase
- 1929 : Courtin' Wildcats : Calamity Jane